# Simhopp vid världsmästerskapen i simsport 2022
Simhopp vid världsmästerskapen i simsport 2022 avgjordes mellan den 26 juni och 3 juli 2022 i Donau Arena i Budapest i Ungern.

## Medaljsummering

### Medaljtabell
*   Värdland ( Ungern)
| Nr                   | Nation               | Guld | Silver | Brons | Totalt |
| -------------------- | -------------------- | ---- | ------ | ----- | ------ |
| 1                    | Kina                 | 13   | 2      | 2     | 17     |
| 2                    | Storbritannien       | 0    | 3      | 3     | 6      |
| 3                    | USA                  | 0    | 2      | 1     | 3      |
| 4                    | Japan                | 0    | 2      | 0     | 2      |
| 5                    | Kanada               | 0    | 1      | 2     | 3      |
| 6                    | Ukraina              | 0    | 1      | 0     | 1      |
| 6                    | Frankrike            | 0    | 1      | 0     | 1      |
| 6                    | Italien              | 0    | 1      | 0     | 1      |
| 9                    | Malaysia             | 0    | 0      | 2     | 2      |
| 9                    | Australien           | 0    | 0      | 2     | 2      |
| 11                   | Tyskland             | 0    | 0      | 1     | 1      |
| Totalt (11 nationer) | Totalt (11 nationer) | 13   | 13     | 13    | 39     |

### Herrar
| Gren                                   | Guld                            | Guld   | Silver                                          | Silver | Brons                                        | Brons  |
| 1 meter svikt Detaljer...              | Wang Zongyuan · Kina            | 493,30 | Jack Laugher · Storbritannien                   | 426,95 | Li Shixin · Australien                       | 395,40 |
| 3 meter svikt Detaljer...              | Wang Zongyuan · Kina            | 561,95 | Cao Yuan · Kina                                 | 492,85 | Jack Laugher · Storbritannien                | 473,30 |
| 10 meter plattform Detaljer...         | Yang Jian · Kina                | 515,55 | Rikuto Tamai · Japan                            | 488,00 | Yang Hao · Kina                              | 485,45 |
| Parhopp 3 meter svikt Detaljer...      | Kina · Cao Yuan · Wang Zongyuan | 459,18 | Storbritannien · Anthony Harding · Jack Laugher | 451,71 | Tyskland · Timo Barthel · Lars Rüdiger       | 406,44 |
| Parhopp 10 meter plattform Detaljer... | Kina · Yang Hao · Lian Junjie   | 467,79 | Storbritannien · Matty Lee · Noah Williams      | 427,71 | Kanada · Rylan Wiens · Nathan Zsombor-Murray | 417,12 |

### Damer
| Gren                                   | Guld                             | Guld   | Silver                                | Silver | Brons                                            | Brons  |
| 1 meter svikt Detaljer...              | Li Yajie · Kina                  | 300,85 | Sarah Bacon · USA                     | 276,65 | Mia Vallée · Kanada                              | 276,60 |
| 3 meter svikt Detaljer...              | Chen Yiwen · Kina                | 366,90 | Mia Vallée · Kanada                   | 329,00 | Chang Yani · Kina                                | 325,85 |
| 10 meter plattform Detaljer...         | Chen Yuxi · Kina                 | 417,25 | Quan Hongchan · Kina                  | 416,95 | Pandelela Rinong · Malaysia                      | 338,58 |
| Parhopp 3 meter svikt Detaljer...      | Kina · Chang Yani · Chen Yiwen   | 343,14 | Japan · Rin Kaneto · Sayaka Mikami    | 303,00 | Australien · Maddison Keeney · Anabelle Smith    | 294,12 |
| Parhopp 10 meter plattform Detaljer... | Kina · Chen Yuxi · Quan Hongchan | 368,40 | USA · Delaney Schnell · Katrina Young | 299,40 | Malaysia · Nur Dhabitah Sabri · Pandelela Rinong | 298,68 |

### Mix
| Gren                           | Guld                              | Guld   | Silver                                      | Silver | Brons                                                     | Brons  |
| 3 meter svikt Detaljer...      | Kina · Zhu Zifeng · Lin Shan      | 324,15 | Italien · Matteo Santoro · Chiara Pellacani | 293,55 | Storbritannien · James Heatly · Grace Reid                | 287,61 |
| 10 meter plattform Detaljer... | Kina · Duan Yu · Ren Qian         | 341,16 | Ukraina · Sofija Lyskun · Oleksij Sereda    | 317,01 | USA · Delaney Schnell · Carson Tyler                      | 315,90 |
| Lag Detaljer...                | Kina · Quan Hongchan · Bai Yuming | 391,40 | Frankrike · Jade Gillet · Alexis Jandard    | 358,50 | Storbritannien · Andrea Spendolini-Sirieix · James Heatly | 357,60 |